# Amplinus
Amplinus är ett släkte av mångfotingar. Amplinus ingår i familjen Aphelidesmidae.

## Dottertaxa tillAmplinus, i alfabetisk ordning[1]
- Amplinus areatus
- Amplinus armatus
- Amplinus ater
- Amplinus bitumidus
- Amplinus braueri
- Amplinus chitarianus
- Amplinus constrictus
- Amplinus convexus
- Amplinus erichsonii
- Amplinus flavicornis
- Amplinus flavocarinatus
- Amplinus haenschi
- Amplinus incus
- Amplinus intermittens
- Amplinus kalonotus
- Amplinus klugii
- Amplinus latzeli
- Amplinus leon
- Amplinus mammatus
- Amplinus manni
- Amplinus melanostigma
- Amplinus mimus
- Amplinus niteus
- Amplinus nitidus
- Amplinus orphinus
- Amplinus orphnius
- Amplinus palicaudatus
- Amplinus permundus
- Amplinus pococki
- Amplinus schmidti
- Amplinus tajumulco
- Amplinus tapachulae
- Amplinus triramus
- Amplinus vergelanus
- Amplinus xilitlus
- Amplinus zunilus